# Монолог (книга)
«Моноло́г» (полное название первого издания: «Моноло́г. Пе́сни; Стихи́; Про́за», позже «Моноло́г: Стихи́, воспомина́ния, дневники́») — автобиографическая книга историософской направленности, написанная музыкантом и поэтом Игорем Тальковым. Впервые была издана в 1992 году после гибели автора тиражом 200 тысяч экземпляров. Выдержала несколько переизданий, в которых была дополнена новыми документами и материалами.

## История создания
Сам Тальков в предисловии своей книги написал, что не питает никакой надежды на её публикацию при жизни, и пишет её «в стол». Первоначально он планировал назвать её «Эпоха Вырождения». Тальков писал, что стал собирать материалы, документы, высказывания знаменитых философов и, пропуская все это через себя, хотел выработать свою концепцию в отношении той эпохи, к которой он являлся современником. Тальков назвал её эпохой зла, насилия и тотальной деградации.
По замыслу автора, она должна была носить преимущественно публицистический характер, должна быть «живой», «написанной от первого лица, и чем она больше будет насыщена примерами из личной жизни, ситуациями, происходящими непосредственно со мной, тем она будет живее и интереснее».

## Издания
- В 1992 году в издательстве «Художественная литература» книга «Монолог» вышла 200-тысячным тиражом[2].
- В 2001 году в издательстве «Эксмо» в серии «Поэзия русского рока» было выпущено второе издание книги с названием «Монолог: Стихи, воспоминания, дневники», с тем же содержанием, но дополненное фотографиями, записями из дневника[3] и текстами неизданных песен. Также сюда включена статья супруги музыканта Татьяны Тальковой «Хроника трагического дня. Почему убийца Талькова так и не предан суду»[4]. Тираж книги составил 10 100 экземпляров[5]. В 2004 году книга в той же редакции была переиздана тиражом 4 100 экземпляров[6], в 2006 году ещё раз тиражом 10 100 экземпляров[7].

## Мнения
Литературный критик Генрих Митин назвал книгу Талькова «Монолог» исповедальной. Также он отметил, что Тальков в этой книге писал о временах советской эстрады, обличая её продажность, не подозревая, что вскоре после этого продажность станет столь грандиозной и на её фоне советские коррупционеры будут выглядеть «невинными пионерами».
Журналист Михаил Марголис в 2001 году высказал мнение, что от издания и переиздания «Монолога», особенно таким тиражом, было больше вреда, чем пользы, и что она больше всего навредила его автору. Марголис пишет, что ситуация усугублена смертью героя, который не может уже ничего изменить, подкорректировать, опровергнуть либо ответить.